# Szabadbattyán
Szabadbattyán es un pueblo del distrito de Székesfehérvár, en el condado de Fejér, Hungría. Ubicado a unos 10 km de Székesfehérvár y a unos 30 km del lago Balaton. La zona ha estado habitada desde tiempos prehistóricos. Los registros arqueológicos se remontan a la Edad del Bronce. Debido a su ubicación, es un importante centro de transporte.
Es famosa en Hungría por sus dulces y sus edificios que van desde una catedral hasta antiguas iglesias.